# Расіель Гарсія
Расіель Гарсія (ісп. Raziel García, нар. 15 лютого 1994, Ліма) — перуанський футболіст, півзахисник клубу «Універсідад Сан-Мартін». Відомий за виступами в низці перуанських клубів, а також у складі національної збірної Перу.

## Клубна кар'єра
Расіель Гарсія народився 1994 року в місті Ліма, та є вихованцем футбольної школи клубу «Універсідад Сан-Мартін». Дорослу футбольну кар'єру розпочав 2011 року в основній команді того ж клубу, в якій грав до 2016 року, за цей зігравши лише 33 матчі чемпіонату. У 2017 році футболіст грав у складі команди «Уніон Уараль», у якій за рік зіграв 25 матчів чемпіонату. З початку 2018 до 2020 року Гарсія грав у складі клубу «Універсідад Сесар Вальєхо», де також став футболістом основного складу, та зіграв за цей час 77 матчів чемпіонату.
У 2021 році Расіель Гарсія став гравцем команди «Сьенсіано», а з початку 2022 року він грав у колумбійському клубі «Депортес Толіма», проте в 2023 році керівництво колумбійського клубу відправило перуанця в оренду на батьківщину до клубу «Карлос Мануччі».
У середині 2024 року Расіель Гарсія на правах постійного контракту став гравцем перуанського клубу «Універсідад Сан-Мартін».

## Виступи за збірні
2011 року Расіель Гарсія дебютував у складі юнацької збірної Перу, загалом на юнацькому рівні взяв участь у 3 іграх, відзначившись одним забитим голом. У 2013 році футболіст залучався до складу молодіжної збірної Перу. На молодіжному рівні зіграв у 6 офіційних матчах.
У 2021 році Гарсія дебютував у складі національної збірної Перу. У складі збірної був учасником розіграшу Кубка Америки 2021 року у Бразилії. Станом на початок жовтня 2024 року зіграв у складі національної збірної 10 матчів, у яких забитими м'ячами не відзначився.